# Penyes Campmanyes
La Penyes Campmanyes és una serra situada al municipi de Cervelló a la comarca del Baix Llobregat, amb una elevació màxima de 301 metres.